# Антоній Муса
Анто́ній Му́са (63 — 14 рр. до н. е.) — визначний давньоримській лікар та ботанік, представник методичної школи медицини у Римі.

## Життєпис
Про місце народження Антонія мало відомостей. Навчався у відомого лікаря Темісона. Він був практикуючим лікарем серед аристократичного та заможного станів Риму часів правління імператора Октавіана Августа. особливу відомість Антоній Муса набув, коли у 23 році до н. е. завдяки холодним компресам вилікував самого імператора. З цього слава Муси поширилася на весь Рим. Про це є згадка у Светонія.
У своїй медичній практиці Антоній значну увагу приділяв лікувальним властивостям трав, їхній здатності виліковувати складні або звичайні хвороби, досяг значних здобутків у фармакології. Однією з таких трав — буквиці — була присвячена праця Антонія Муси, яка збереглася дотепер (De herba vettonica liber).
Окрім медичної діяльності Муса займався ще ботанікою, яка була пов'язана зрештою з медициною. Він дослідив та надав опис низці рослин, серед них банан, подорожник та інші.
Його брат Евфорб також був відомим лікарем та ботаніком. На його честь було названо один з видів молочаю. Евфорб був особистим лікарем нумідійського царя Юби II.

## Праця
- De herba vettonica liber з присвятою Марку Віпсанію Агриппі.